# Qatan
Qatan es una localidad de Arabia Saudí. La tribu Banu Asad ibn Khuzaymah (no confundir con la tribu Banu Asad), eran los residentes de Qatan, en las cercanías de Fayd, eran una poderosa tribu relacionada con el Quraysh. Residían cerca de la colina de Qatan en Nejd. Supuestamente, Mahoma recibió informes de inteligencia de que estaban planeando una incursión en Medina, por lo que los atacó en la Expedición de Qatan. Envió una fuerza de 150 hombres bajo el liderazgo de Abu Salama para realizar un ataque repentino contra esta tribu el primer día de Muharram.